# سترلينغ (برنامج)
ستيرلاينك (بالإنجليزية: Sterling)‏ هو برنامج حاسوبي لتوليد الكسورية مكتوب بلغة «سي» للبرمجة عام 1999 لمايكروسوفت ويندوز عن طريق Stephen C. Ferguso . وقد أصدرت ستيرلاينك في البداية باعتبارها مجانية ولكنها ليست مجانية الآن. ستيرلاينك 2 هو نسخة مجانية من برنامج ستيرلاينك مع مختلف الخوارزميات. وقد أصدر في سبتمبر 2008 من قبل Tad Boniecki. وبصرف النظر عن اسم (كما يظهر في شريط عنوان sterlingwar2 والتي تظهر على شاشة المعلومات)، وبرنامج يبدو تماما مثل ستيرلينغ الأصلي. الأجزاء الداخلية الوحيدة التي تختلف هي الصيغ الخمسين لتوليد كسورية. ملفات المعلمات التي يستخدمها ستيرلاينك يمكن استخدامها في Sterling2 بالعكس، على الرغم من أنها سوف ترسم صور مختلفة.
ويستند ستيرلاينك على فكرة أن طريقة واحدة لتوليد صور كسورية مثيرة للاهتمام هو باستخدام مرشحات لونية متطورة والتظليل. في العديد من الصور، والفائدة الرئيسية تكمن في مرشحات بدلا من الحدود كسورية الفعلية نفسها، كما هو الحال في برامج توليد كسورية التقليدية. كسورية بكل بساطة بمثابة وظيفة أنشاء لخوارزميات التلوين والمرشحات. وهناك سمة من ستيرلينغ هو وفرة الطلى.
واجهة المستخدم الرسومية في ستيرلاينك بسيطة«واجهة مع عدد محدود من الوظائف». برنامج يحفظ الملفات كـ JPEG ، BMP أو واحدة من ست صيغ أخرى. وهو يعتمد في وضع جوليا، يسمح من الداخل إلى الخارج مما يجعل ويفعل مضاد للألياسينج. ويقدم 32 أشكال مختلفة من الطُلى وأربعة تحويل للتأثيرات. هناك ثلاثة عناصر تحكم في اللون مستقلة وطريقتان لتكبير الصورة.
ملف Sterling2 ZIP حجمه (436 كيلوبايت) يحتوي على تعليمات موجزة. لا يحتاج التثبيت - وهو ما يكفي لوضع قابل للتنفيذ ومكتبة الارتباط الحيوي الملفات في نفس الدليل والبدء في ملف (exe).

## صور البرنامج

widths=
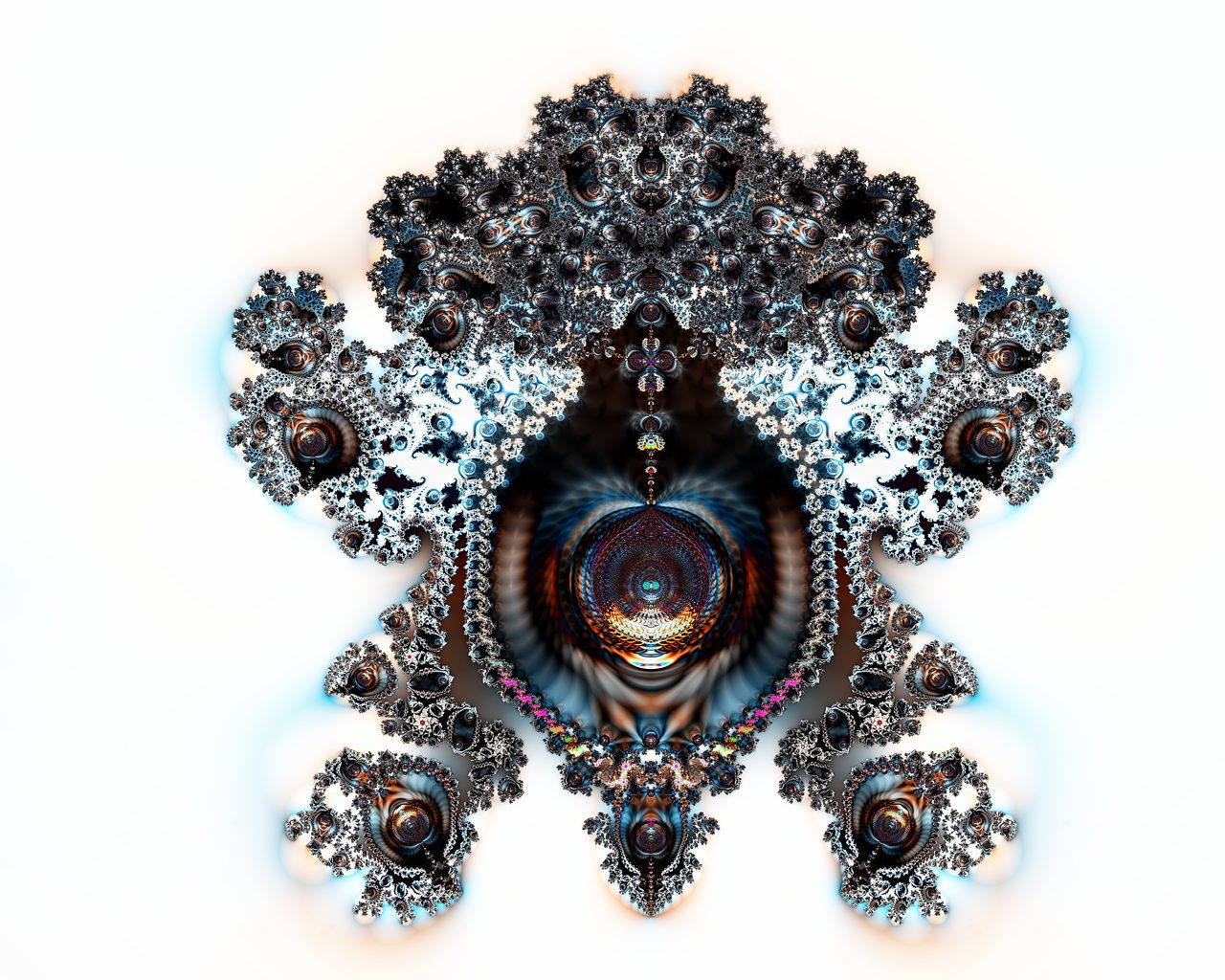
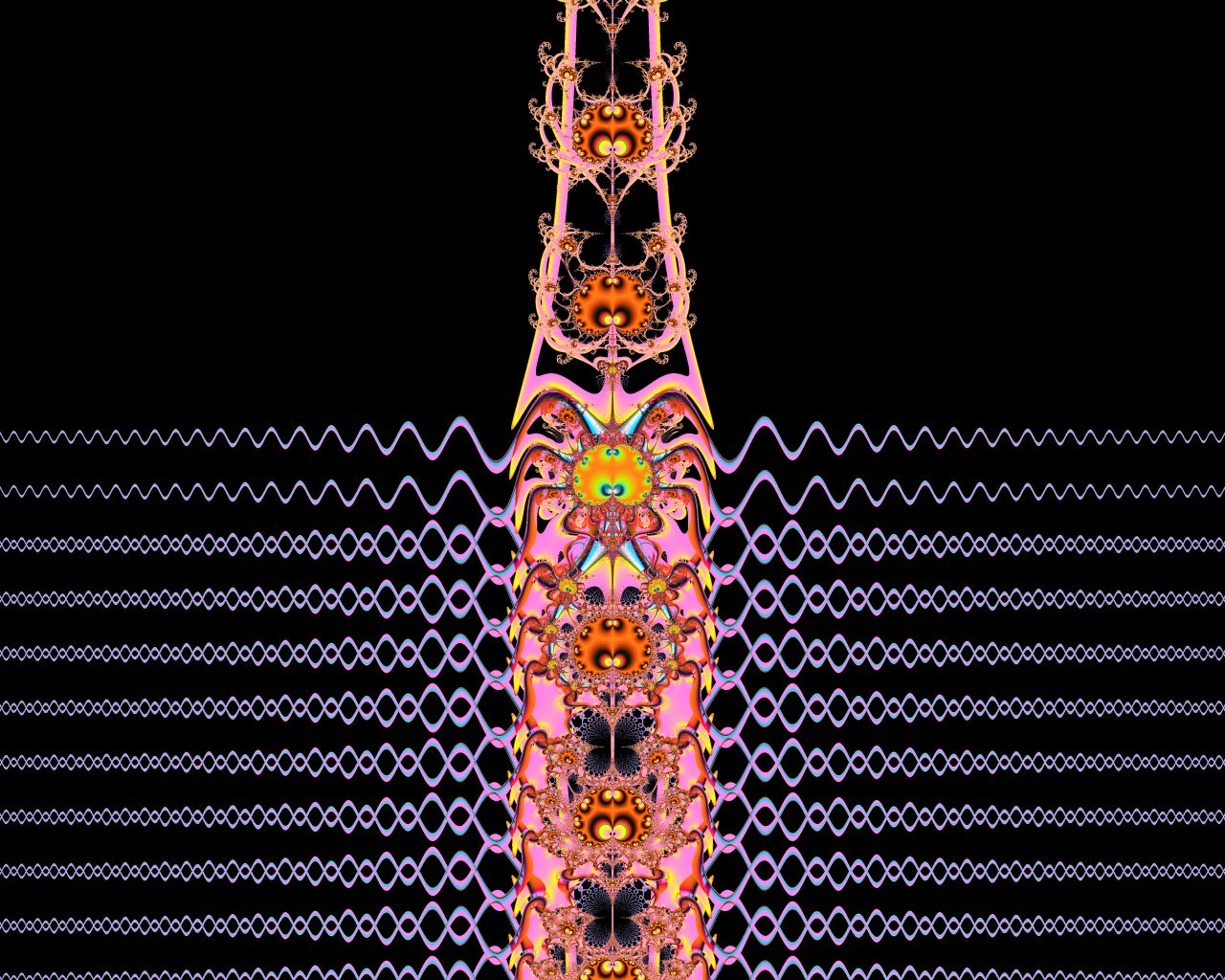
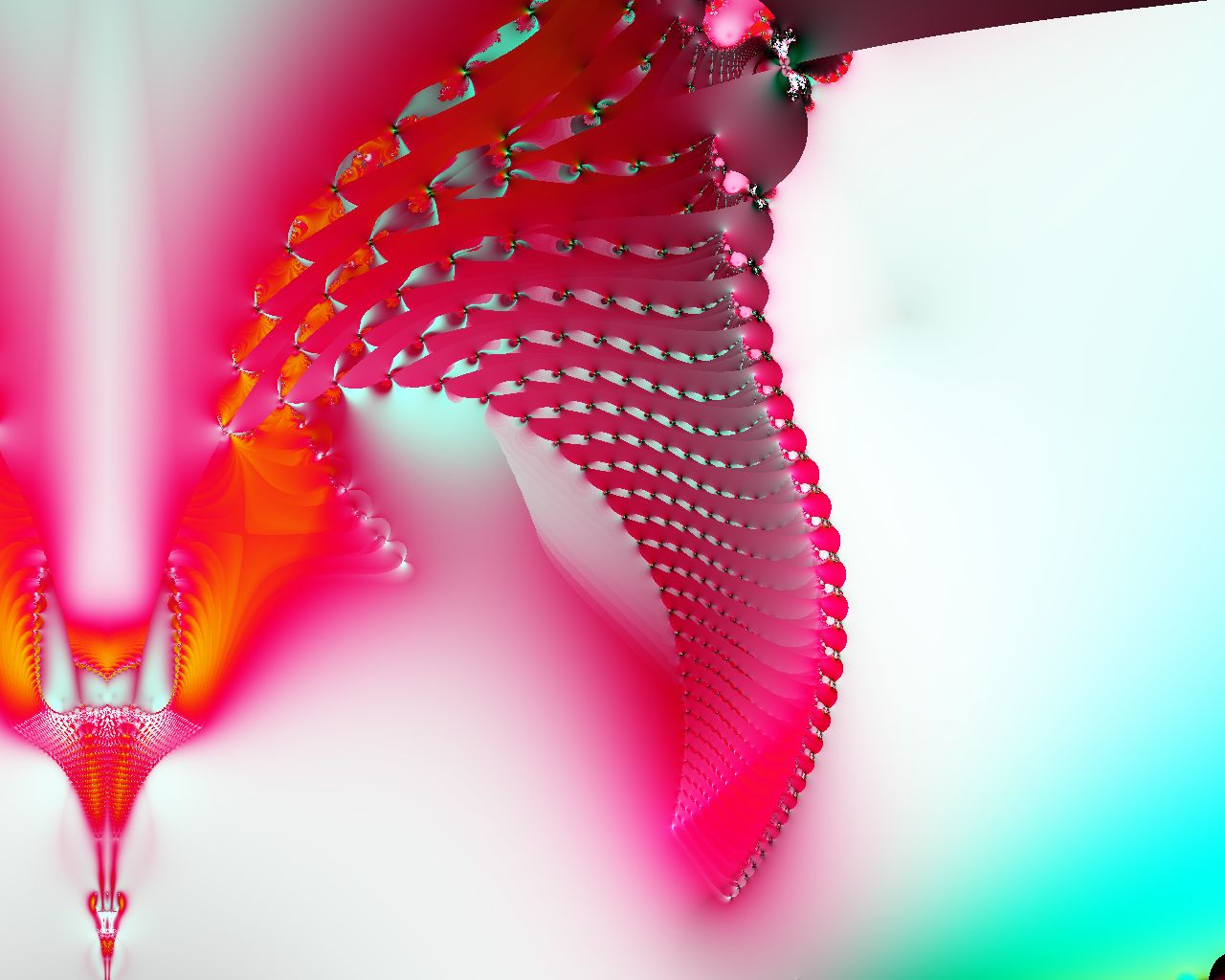
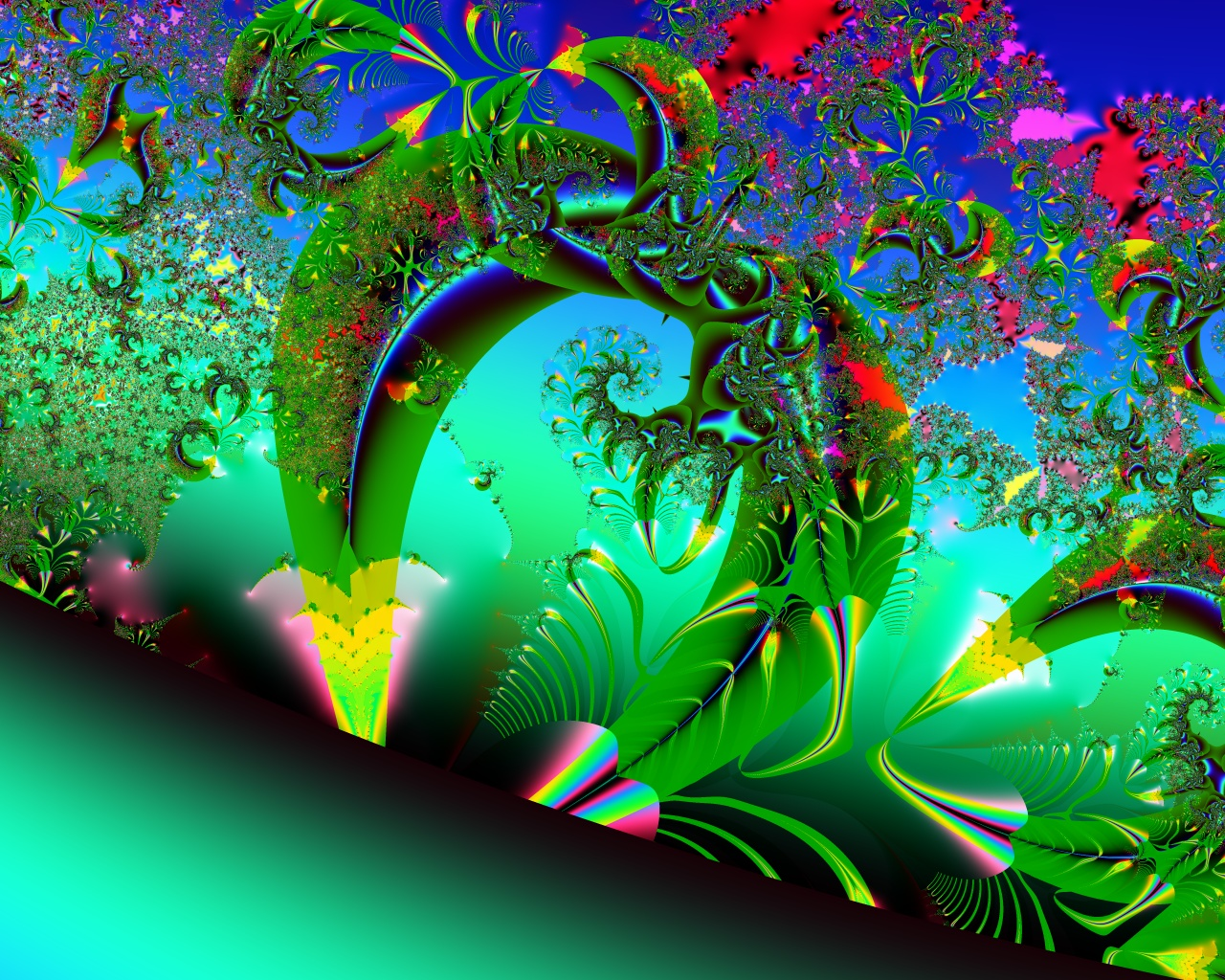
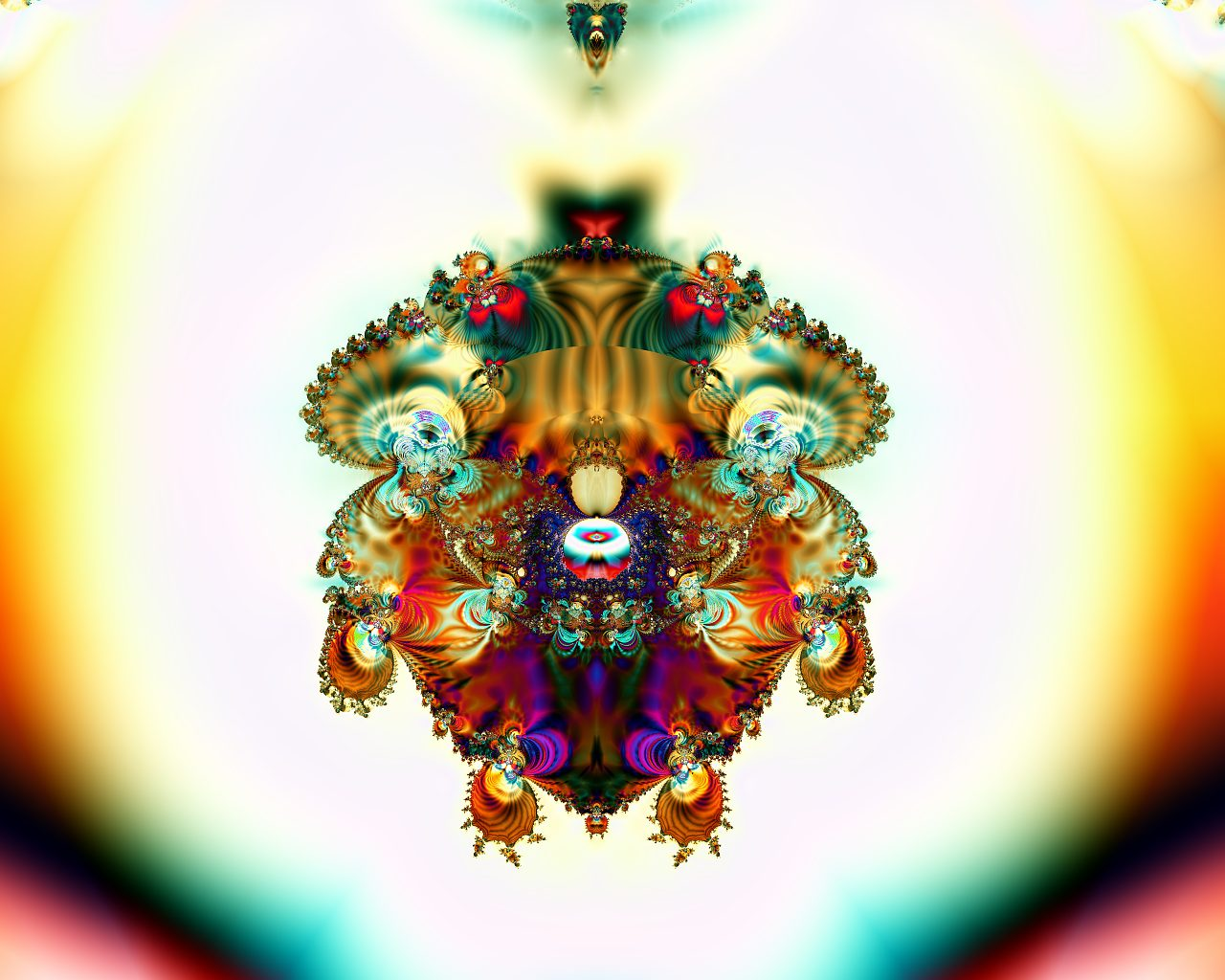
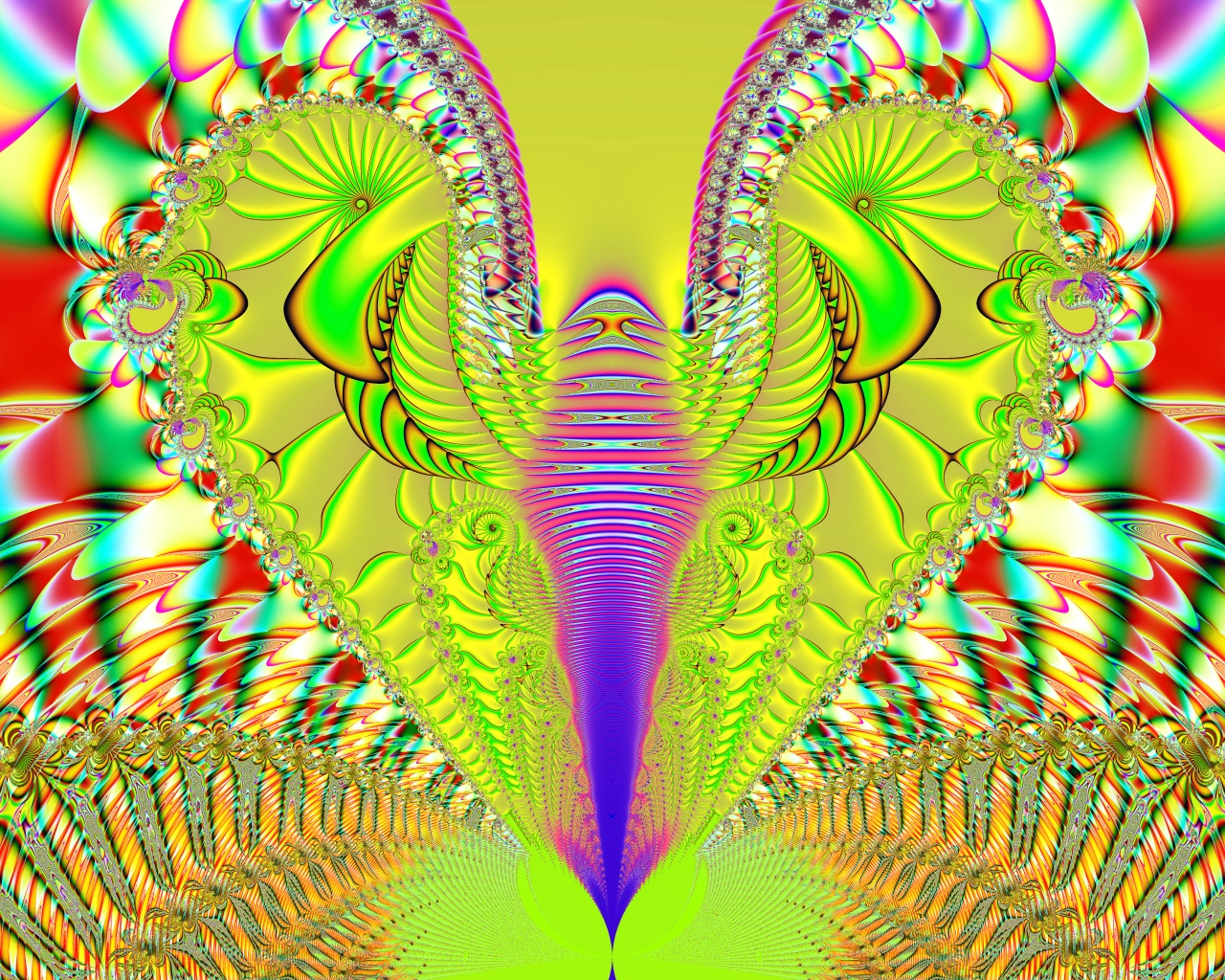

## روابط
- Sterling2 (freeware) home page : including download, instructions and sample images.